# Скредоаса
Скредоаса (рум. Scrădoasa) — село у повіті Ковасна в Румунії. Адміністративно підпорядковане місту Инторсура-Бузеулуй.
Село розташоване на відстані 142 км на північ від Бухареста, 23 км на південний схід від Сфинту-Георге, 31 км на схід від Брашова.

## Населення
За даними перепису населення 2002 року у селі проживали 168 осіб, з них 167 осіб (99,4%) румунів. Усі жителі села рідною мовою назвали румунську.